# Компер свифт CLA.7
Компер свифт CLA.7  (енгл. Comper Swift CLA.7) је енглески једномоторни, једноседи, висококрилни лаки авион, који се користио као спортски авион, између два светска рата.

## Пројектовање и развој
Николас Компер (енг. Nicholas Comper) је конструисао Компер свифт мали лаки једномоторни висококрилац потпуно дрвене конструкције са крилима обложених платном. Авион је први пут полетео 1930. године и то успешно са мотором ABC Scorpion снаге 30 kW.

## Технички опис
У авионе Компер Свифт CLA.7 су уграђивани мотори са снагама од 30 kW до 97 kW. Труп авиона је био потпуно направљен од дрвета како носећа конструкција тако и оплата од шперплоче. Предњи део авиона (до кабине) је био обложен делом са алуминијумским лимом. Носећа конструкција крила је била од дрвета са две рамењаче, а облога је била од импрегнираног платна. Крила су са обе стране била подупрта упорницама у облику латиничног слова V. Корен упорница је био ослоњен на труп авиона а кракови упорница су били везани за рамењаче крила. Репне површине су биле изведене као и крила. Стајни трап је био класичан фиксан са независним гуменим точковима ниског притиска који су толерисали неравне полетно слетне стазе. У вертикалним носачима стајног трапа били су уграђени амортизери. На крају репа авиона налазила се еластична дрљача као трећа ослона тачка авиона.

### Варијанте авиона Компер Свифт CLA.7
Авиони Компер Свифт CLA.7 се међусобно разликују само према уграђеним моторима:
- ABC Scorpion - авион са уграђеним боксер мотором ABC Scorpion снаге 30 kW.
- Salmson AD 9 - авион са уграђеним радијалним мотором Salmson AD 9 снаге 37 kW.
- Pobjoy R - авион са уграђеним радијалним мотором Pobjoy R снаге 56 kW.
- de Havilland Gipsy - авион са уграђеним линијским мотором Gipsy снаге 89 kW.
- de Havilland Gipsy Major III - авион са уграђеним линијским мотором Gipsy Major III снаге 97 kW.

## Земље које су користиле Авион Компер Свифт CLA.7
- Аргентина
- Аустралија
- Француска
- Краљевина Југославија
- Шпанија
- Уједињено Краљевство
- Сједињене Америчке Државе

## Оперативно коришћење
Укупно је произведено 45 примерака ових авиона који су служили за такмичења, спортско летење и тренажу пилота. У току Другог светског рата постоје подаци за 4 авиона које је РАФ користио за време рата. Они су служили при борбеним јединицама као авиони за везу.

### Авион Компер Свифт CLA.7 у Југославији
Слованачки индустријалац и заљубљеник у ваздухопловство, уједно и председник Обласног одбора Аеро клуба из Љубљане Радо Хрибар је августа месеца 1935. године купио у Великој Британији један половни (година производње 1932) лаки спортски авион једносед Компер свифт CLA.7, регистарских ознака G-ABZZ. Авион је долетео из Велике Британије 12. августа и једно време летео под британском регистрацијом.
Незадовоњни величином авиона браћа Хрибар се овај авион у пролеће 1936. године продали пилоту др. С. Рапеу. Авион је регистрован августа 1936. године и добио је југослвенске ознаке YU-PDS а као власници овог авиона су се у регистру водили Р. Хрибар и др С. Рапе.
Авион је коришћен све до 19. марта 1939. када је на љубљанском аеродрому дошло до несреће у којој је авион тотално уништен. Непосредно после полетања авиона Компер свифт CLA.7 регистарског броја YU-PDS, дошло је до пада авиона са 10 до 15 метара највероватније због превлачења. При удару у земљу авион је уништен, а пилот Алојз Подобник, који је био и клупски механичар је тешко повређен, пренет је у болницу где је после четири месеца преминуо од задобијених повреда приликом пада, а авион је расходован и брисан из југословенског регистра.

### Сачувани примерци
Процењује се да је широм света сачувано у комплету или деловима око 8 примерака овог авиона и једна реплика која је у летном стању и учествује на разним аеромитинзима широм света.